# Luis Márquez
Luis Márquez – portorykański zapaśnik walczący w obu stylach. Zdobył szóste miejsce na igrzyskach panamerykańskich w 1991. Brązowy medalista mistrzostw panamerykańskich, a także igrzysk Ameryki Środkowej i Karaibów w 1993 roku.